# Prix Interallié

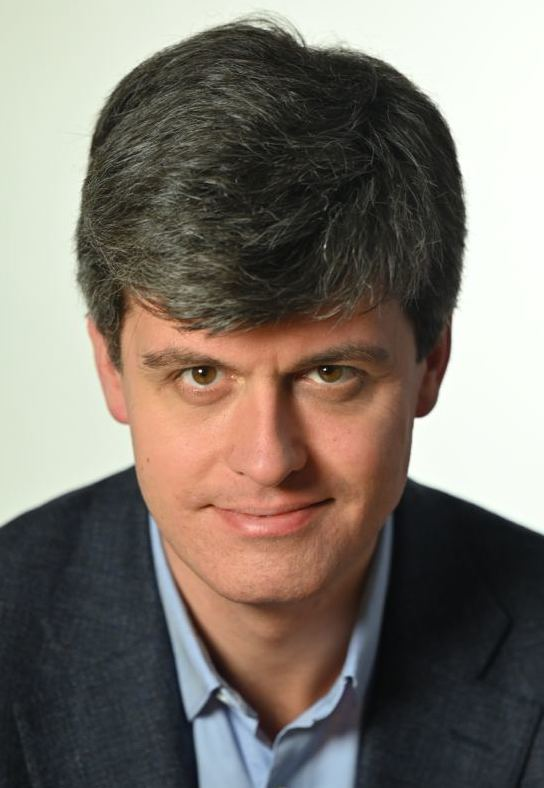
Preisträger 2023: Gaspard Koenig (Humus)

Der Prix Interallié ist ein französischer Literaturpreis, der im Jahr 1930 von Journalisten des Cercle de l’Union interalliée, einer Pariser Vereinigung, begründet wurde. Der Preis wird vorzugsweise für Romane von Journalisten vergeben.

## Preisträger
Bisher am häufigsten ausgezeichnet wurden Bücher aus dem Verlag Grasset (30 Siege), gefolgt von Gallimard (18).
| Jahr       | Preisträger/-in            | Roman                                                                       | Deutscher Titel                                                                          |
| ---------- | -------------------------- | --------------------------------------------------------------------------- | ---------------------------------------------------------------------------------------- |
| 1930       | André Malraux              | La Voie royale                                                              | Der Königsweg                                                                            |
| 1931       | Pierre Bost                | Le Scandale                                                                 |                                                                                          |
| 1932       | Simonne Ratel              | La Maison des Bories                                                        | Frau Isabelle                                                                            |
| 1933       | Robert Bourget-Pailleron   | L’Homme du Brésil                                                           |                                                                                          |
| 1934       | Marc Bernard               | Anny                                                                        |                                                                                          |
| 1935       | Jacques Debu-Bridel        | Jeunes Ménages                                                              |                                                                                          |
| 1936       | René Laporte               | Les Chasses de novembre                                                     |                                                                                          |
| 1937       | Romain Roussel             | La Vallée sans printemps                                                    | Tal ohne Frühling                                                                        |
| 1938       | Paul Nizan                 | La Conspiration                                                             | Die Verschwörung                                                                         |
| 1939       | Roger de Lafforest         | Les Figurants de la mort                                                    | Die Verschwörung                                                                         |
| 1940– 1944 | Preis nicht vergeben       | Preis nicht vergeben                                                        | Preis nicht vergeben                                                                     |
| 1945       | Roger Vailland             | Drôle de jeu                                                                | Seltsames Spiel                                                                          |
| 1946       | Jacques Nels               | Poussière du temps                                                          | Im Staub der Zeit                                                                        |
| 1947       | Pierre Daninos             | Les Carnets du Bon Dieu                                                     |                                                                                          |
| 1948       | Henry Castillou            | Cortiz s’est révolté                                                        |                                                                                          |
| 1949       | Gilbert Sigaux             | Les Chiens enragés                                                          |                                                                                          |
| 1950       | Georges Auclair            | Un amour allemand                                                           |                                                                                          |
| 1951       | Jacques Perret             | Bande à part                                                                |                                                                                          |
| 1952       | Jean Dutourd               | Au bon beurre                                                               | Fett schwimmt oben                                                                       |
| 1953       | Louis Chauvet              | L’Air sur la quatrième corde                                                |                                                                                          |
| 1954       | Maurice Boissais           | Le Goût du péché                                                            |                                                                                          |
| 1955       | Félicien Marceau           | Les Élans du cœur                                                           | Denise oder Die Qual des Verliebtseins                                                   |
| 1956       | Armand Lanoux              | Le Commandant Watrin                                                        | Der Tote von Volmerange                                                                  |
| 1957       | Paul Guimard               | Rue du Havre                                                                | In einer Strasse von Paris                                                               |
| 1958       | Bertrand Poirot-Delpech    | Le Grand Dadais                                                             | Der große Tunichtgut                                                                     |
| 1959       | Antoine Blondin            | Un singe en hiver                                                           | Ein Affe im Winter                                                                       |
| 1960       | Henry Muller               | Clem                                                                        |                                                                                          |
| 1960       | Jean Portelle              | Janitzia ou la Dernière qui aima d’amour                                    |                                                                                          |
| 1961       | Jean Ferniot               | L’Ombre portée                                                              |                                                                                          |
| 1962       | Henri-François Rey         | Les Pianos mécaniques                                                       | Die Liebesleier                                                                          |
| 1963       | Renée Massip               | La Bête quaternaire                                                         |                                                                                          |
| 1964       | René Fallet                | Paris au mois d’août                                                        | Paris im August                                                                          |
| 1965       | Alain Bosquet              | La Confession mexicaine                                                     | Die Sonne ist weiss wie die Zeit, wenn sie stillsteht                                    |
| 1966       | Kléber Haedens             | L’été finit sous les tilleuls                                               |                                                                                          |
| 1967       | Yvonne Baby                | Oui, l’espoir                                                               |                                                                                          |
| 1968       | Christine de Rivoyre       | Le Petit Matin                                                              |                                                                                          |
| 1969       | Pierre Schoendoerffer      | L’Adieu au roi                                                              | Abschied vom König                                                                       |
| 1970       | Michel Déon                | Les Poneys sauvages                                                         | Die wilden Ponys                                                                         |
| 1971       | Pierre Rouanet             | Castell                                                                     |                                                                                          |
| 1972       | Georges Walter             | Des vols de Vanessa                                                         |                                                                                          |
| 1973       | Lucien Bodard              | Monsieur le Consul                                                          | Der Konsul                                                                               |
| 1974       | René Mauriès               | Le Cap de la Gitane                                                         |                                                                                          |
| 1975       | Voldemar Lestienne         | L’Amant de poche                                                            | Der Taschenprinz                                                                         |
| 1976       | Raphaëlle Billetdoux       | Prends garde à la douceur des choses                                        | Nimm dich in acht vor der Süsse der Dinge                                                |
| 1977       | Jean-Marie Rouart          | Les Feux du pouvoir                                                         | Nimm dich in acht vor der Süsse der Dinge                                                |
| 1978       | Jean-Didier Wolfromm       | Diane Lanster                                                               | Diane Lanster                                                                            |
| 1979       | François Cavanna           | Les Russkoffs                                                               | Das Lied der Baba                                                                        |
| 1980       | Christine Arnothy          | Toutes les chances plus une                                                 | Nennt es Glück                                                                           |
| 1981       | Louis Nucéra               | Le Chemin de la Lanterne                                                    |                                                                                          |
| 1982       | Éric Ollivier              | L’Orphelin de mer… ou les Mémoires de monsieur Non                          |                                                                                          |
| 1983       | Jacques Duquesne           | Maria Vandamme                                                              |                                                                                          |
| 1984       | Michèle Perrein            | Les Cotonniers de Bassalane                                                 |                                                                                          |
| 1985       | Serge Lentz                | Vladimir Roubaïev                                                           | Wladimir Rubajew oder die Gefilde des Unwirklichen / Der Mann mit dem Kopf in den Wolken |
| 1986       | Philippe Labro             | L’Étudiant étranger                                                         |                                                                                          |
| 1987       | Raoul Mille                | Les Amants du paradis                                                       |                                                                                          |
| 1988       | Bernard-Henri Lévy         | Les Derniers Jours de Charles Baudelaire                                    | Die letzten Tage des Charles Baudelaire                                                  |
| 1989       | Alain Gerber               | Le Verger du diable                                                         |                                                                                          |
| 1990       | Bruno Bayon                | Les Animals                                                                 |                                                                                          |
| 1991       | Sébastien Japrisot         | Un long dimanche de fiançailles                                             | Die Mimosen von Hossegor / Mathilde – Eine große Liebe                                   |
| 1992       | Dominique Bona             | Malika                                                                      |                                                                                          |
| 1993       | Jean-Pierre Dufreigne      | Le Dernier Amour d’Aramis ou Les Vrais Mémoires du chevalier René d’Herblay |                                                                                          |
| 1994       | Marc Trillard              | Eldorado 51                                                                 |                                                                                          |
| 1995       | Franz-Olivier Giesbert     | La Souille                                                                  | Die Suhle                                                                                |
| 1996       | Eduardo Manet              | Rhapsodie cubaine                                                           |                                                                                          |
| 1997       | Éric Neuhoff               | La Petite Française                                                         |                                                                                          |
| 1998       | Gilles Martin-Chauffier    | Les Corrompus                                                               |                                                                                          |
| 1999       | Jean-Christophe Rufin      | Les Causes perdues                                                          | Tage in Asmara                                                                           |
| 2000       | Patrick Poivre d’Arvor     | L’Irrésolu                                                                  |                                                                                          |
| 2001       | Stéphane Denis             | Sisters                                                                     |                                                                                          |
| 2002       | Gonzague Saint Bris        | Les Vieillards de Brighton                                                  |                                                                                          |
| 2003       | Frédéric Beigbeder         | Windows on the World                                                        | Windows on the World                                                                     |
| 2004       | Florian Zeller             | La Fascination du pire                                                      |                                                                                          |
| 2005       | Michel Houellebecq         | La Possibilité d’une île                                                    | Die Möglichkeit einer Insel                                                              |
| 2006       | Michel Schneider           | Marilyn, dernières séances                                                  | Marilyns letzte Sitzung                                                                  |
| 2007       | Christophe Ono-dit-Biot    | Birmane                                                                     |                                                                                          |
| 2008       | Serge Bramly               | Le Premier Principe – Le Second Principe                                    |                                                                                          |
| 2009       | Yannick Haenel             | Jan Karski                                                                  | Das Schweigen des Jan Karski                                                             |
| 2010       | Jean-Michel Olivier        | L’Amour nègre                                                               |                                                                                          |
| 2011       | Morgan Sportes             | Tout, tout de suite                                                         |                                                                                          |
| 2012       | Philippe Djian             | Oh...                                                                       | Oh ...                                                                                   |
| 2013       | Nelly Alard                | Moment d’un couple                                                          |                                                                                          |
| 2014       | Mathias Menegoz            | Karpathia                                                                   | Karpathia                                                                                |
| 2015       | Laurent Binet              | La Septième Fonction du langage                                             | Die siebte Sprachfunktion                                                                |
| 2016       | Serge Joncour              | Repose-toi sur moi                                                          | Lehn dich an mich                                                                        |
| 2017       | Jean-René Van der Plaetsen | La Nostalgie de l’honneur                                                   |                                                                                          |
| 2018       | Thomas B. Reverdy          | L’Hiver du mécontentement                                                   | Ein englischer Winter                                                                    |
| 2019       | Karine Tuil                | Les Choses humaines                                                         | Menschliche Dinge                                                                        |
| 2020       | Irène Frain                | Un crime sans importance                                                    |                                                                                          |
| 2021       | Mathieu Palain             | Ne t’arrête pas de courir                                                   |                                                                                          |
| 2022       | Philibert Humm             | Roman fleuve                                                                |                                                                                          |
| 2023       | Gaspard Koenig             | Humus                                                                       |                                                                                          |